# Mandalgov
Mandalgov (mongoliska: Мандалговь, Mandalgovĭ) är en provinshuvudstad i Mongoliet. Den ligger i provinsen Dundgobi, i den centrala delen av landet, 240 km söder om huvudstaden Ulan Bator. Mandalgov ligger 1 424 meter över havet och antalet invånare är 15 430.
Terrängen runt Mandalgov är lite kuperad, och sluttar söderut. Trakten runt Mandalgov är nära nog obefolkad, med färre än två invånare per kvadratkilometer. Det finns inga andra samhällen i närheten. Trakten runt Mandalgov består i huvudsak av gräsmarker.